# Disperato ma non serio
Disperato ma non serio è il primo vero album di Giorgio Faletti, pubblicato nel 1991, ovvero il primo in cui l'artista si dedica completamente anche alla composizione delle musiche e alla scrittura dei testi.
Dal brano di punta Ulula, viene tratto un fortunato videoclip pluripremiato a Rimini Cinema, Umbria Fiction e al Festival del Cinema di Montreal.

## Tracce
Testi e musiche di Giorgio Faletti.
1. Un attimo di disattenzione - 0:22
2. Ulula - 4:01
3. Marimba con vocali - 4:04
4. Calypso - 4:42
5. Liscio - 3:27
6. Abbasso la mamma - 3:11
7. Battista - 4:38
8. L'assassino - 3:38
9. Cow boy - 4:48
10. Se scoppia la guerra - 3:18
11. Un attimo di disattenzione [reprise] - 0:35

La traccia "Un attimo di disattenzione [reprise]", nelle edizioni LP e MC, per motivi di spazio, è stata spostata posizionandola tra le tracce "Liscio" e "Abbasso la mamma"

## Formazione
- Giorgio Faletti – voce
- Mario Lavezzi – chitarra
- Matteo Fasolino – tastiera, programmazione, basso, pianoforte
- Maxx Furian – batteria
- Andrea Zuppini – chitarra
- Candelo Cabezas – percussioni
- Lucio Fabbri – violino
- Giulia Fasolino, Paola Folli – cori